# حمام دهک شهریار
حمام دهک شهریار مربوط به دوره قاجار است و در شهرستان شهریار، بخش ملارد، روستای دهک واقع شده و این اثر در تاریخ ۲ بهمن ۱۳۸۲ با شمارهٔ ثبت ۱۰۷۹۶ به‌عنوان یکی از آثار ملی ایران به ثبت رسیده است.